# Crugny
Crugny és un municipi francès, situat al departament del Marne i a la regió del Gran Est. L'any 2007 tenia 611 habitants.

## Demografia

### Població
El 2007 la població de fet de Crugny era de 611 persones. Hi havia 224 famílies, de les quals 32 eren unipersonals (20 homes vivint sols i 12 dones vivint soles), 90 parelles sense fills, 94 parelles amb fills i 8 famílies monoparentals amb fills.
La població ha evolucionat segons el següent gràfic:
Habitants censats

### Habitatges
El 2007 hi havia 261 habitatges, 222 eren l'habitatge principal de la família, 16 eren segones residències i 23 estaven desocupats. 260 eren cases i 1 era un apartament. Dels 222 habitatges principals, 198 estaven ocupats pels seus propietaris, 20 estaven llogats i ocupats pels llogaters i 4 estaven cedits a títol gratuït; 2 tenien dues cambres, 10 en tenien tres, 44 en tenien quatre i 166 en tenien cinc o més. 176 habitatges disposaven pel capbaix d'una plaça de pàrquing. A 91 habitatges hi havia un automòbil i a 121 n'hi havia dos o més.

### Piràmide de població
La piràmide de població per edats i sexe el 2009 era:
| Homes | Edats   | Dones |
| ----- | ------- | ----- |
| 0     | 95 o +  | 0     |
| 4     | 90 a 94 | 0     |
| 0     | 85 a 89 | 12    |
| 0     | 80 a 84 | 0     |
| 12    | 75 a 79 | 12    |
| 12    | 70 a 74 | 0     |
| 0     | 65 a 69 | 20    |
| 4     | 60 a 64 | 4     |
| 4     | 55 a 59 | 16    |
| 32    | 50 a 54 | 32    |
| 48    | 45 a 49 | 16    |
| 16    | 40 a 44 | 36    |
| 12    | 35 a 39 | 12    |
| 16    | 30 a 34 | 24    |
| 8     | 25 a 29 | 12    |
| 20    | 20 a 24 | 16    |
| 16    | 15 a 19 | 24    |
| 12    | 10 a 14 | 20    |
| 4     | 5 a 9   | 32    |
| 20    | 0 a 4   | 12    |

## Economia
El 2007 la població en edat de treballar era de 415 persones, 306 eren actives i 109 eren inactives. De les 306 persones actives 286 estaven ocupades (155 homes i 131 dones) i 19 estaven aturades (10 homes i 9 dones). De les 109 persones inactives 43 estaven jubilades, 33 estaven estudiant i 33 estaven classificades com a «altres inactius».

### Ingressos
El 2009 a Crugny hi havia 218 unitats fiscals que integraven 599 persones, la mediana anual d'ingressos fiscals per persona era de 19.567 €.

### Activitats econòmiques
Dels 15 establiments que hi havia el 2007, 1 era d'una empresa alimentària, 1 d'una empresa de fabricació de material elèctric, 7 d'empreses de construcció, 2 d'empreses d'hostatgeria i restauració, 1 d'una empresa financera i 3 d'empreses de serveis.
Dels 7 establiments de servei als particulars que hi havia el 2009, 2 eren paletes, 3 lampisteries, 1 empresa de construcció i 1 restaurant.
L'únic establiment comercial que hi havia el 2009 era una fleca.
L'any 2000 a Crugny hi havia 17 explotacions agrícoles que ocupaven un total de 846 hectàrees.

## Equipaments sanitaris i escolars
El 2009 hi havia una escola elemental.

## Poblacions més properes
El següent diagrama mostra les poblacions més properes.